# Canapville, Orne

Canapville este o comună în departamentul Orne, Franța. În 1 ianuarie 2022 avea o populație de 218 de locuitori.